# Frank Lui
Frank Fakaotimanava Lui CNZM (* 19. November 1935 in Alofi; † 9. Juli 2021) war ein niueanischer Politiker und Premierminister auf Niue.
Lui war vom 9. März 1993 bis 26. März 1999 als Parteiloser Premierminister. Lui wurde 1999 nicht wiedergewählt und ging in den Ruhestand. Am 9. Juli 2021 starb er im Alter von 85 Jahren.